# Rhododendron traillianum
Rhododendron traillianum är en ljungväxtart som beskrevs av George Forrest och William Wright Smith. Rhododendron traillianum ingår i släktet rododendron, och familjen ljungväxter. Utöver nominatformen finns också underarten R. t. ex.

## Bildgalleri

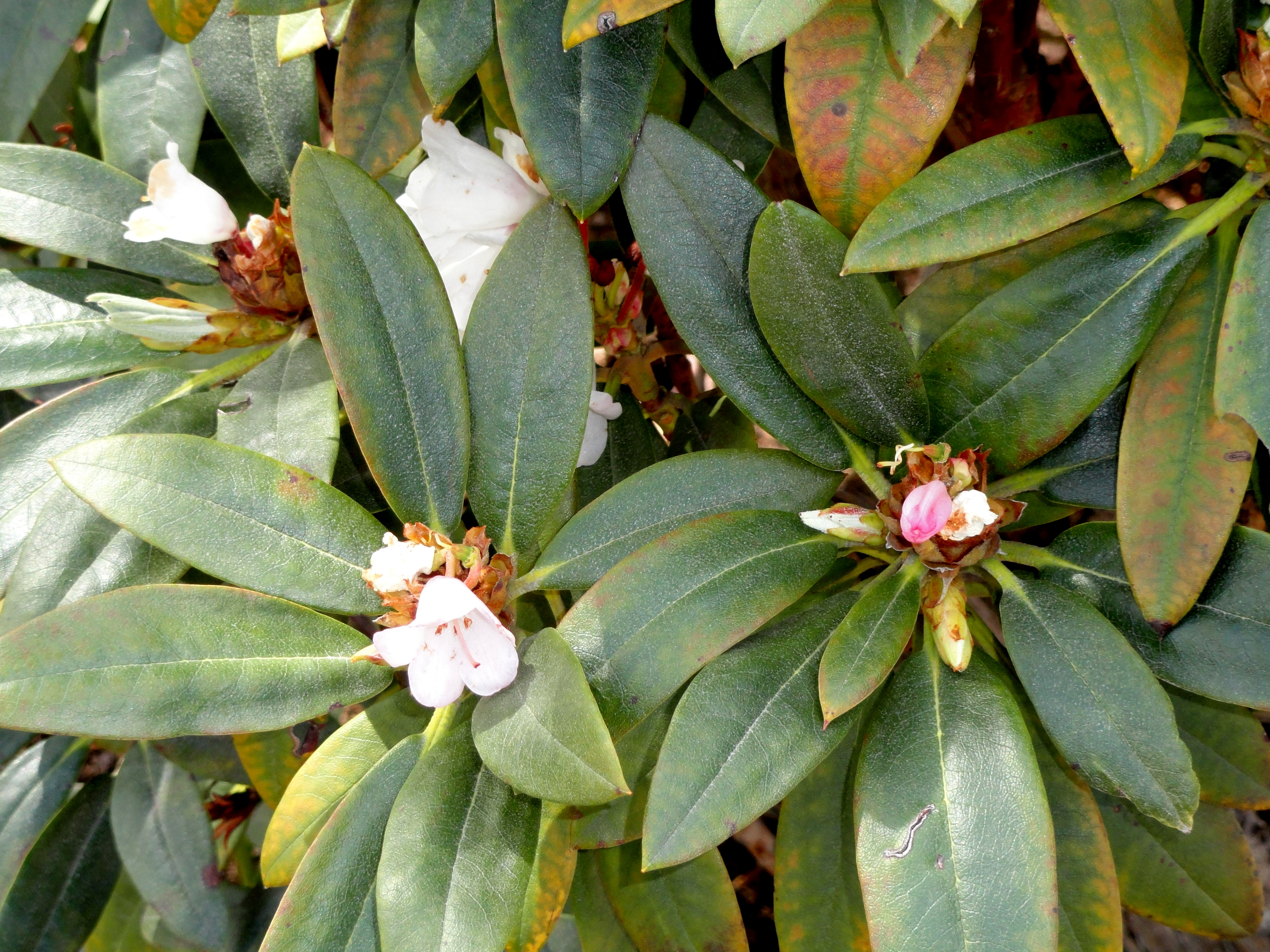
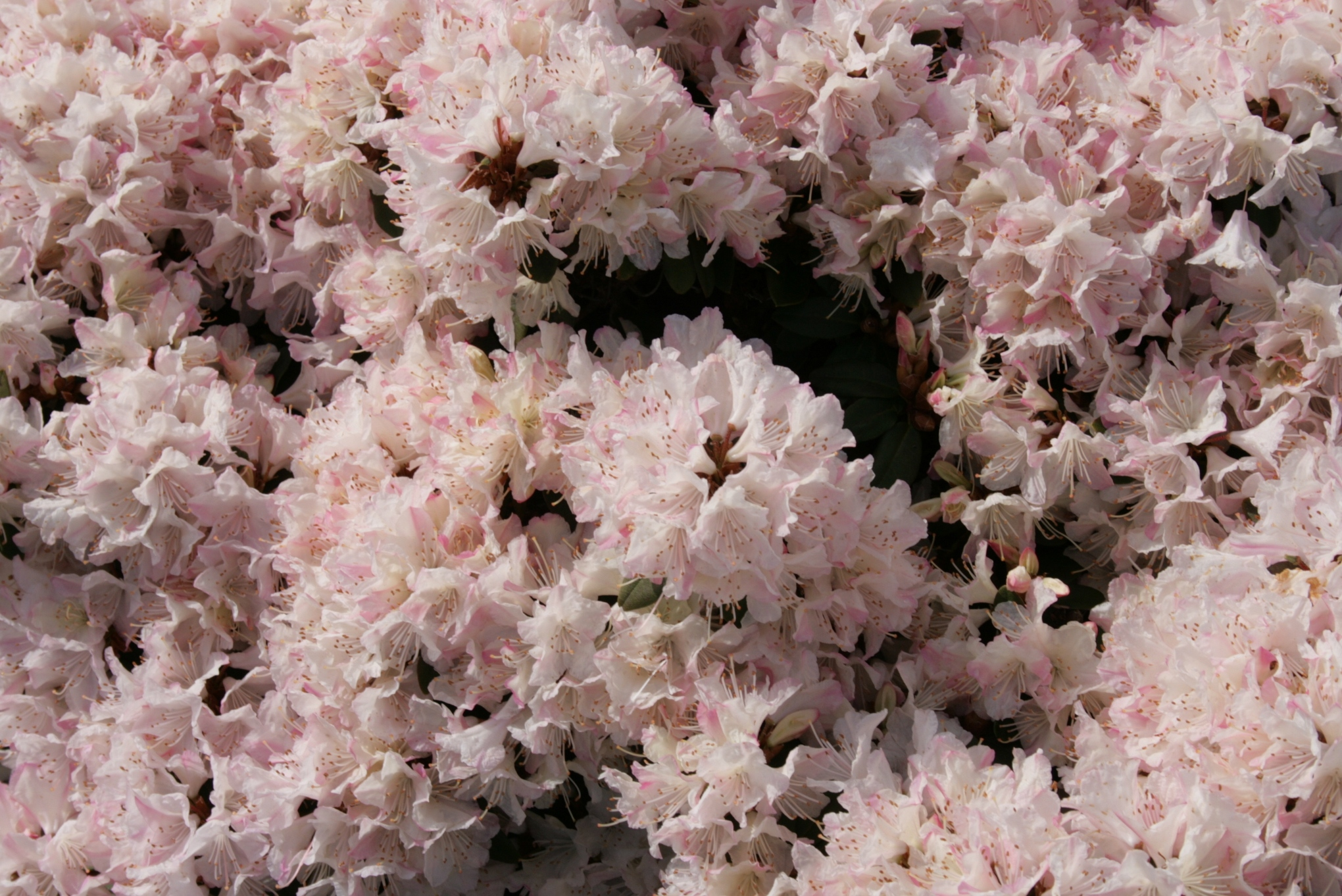